# Mas Montcabrer
El Mas Montcabrer és una obra de Santa Maria d'Oló (Moianès) inclosa a l'Inventari del Patrimoni Arquitectònic de Catalunya.

## Descripció
La construcció més destacable i antiga del mas Montcabrer és la torre, situada a l'angle nord-est del conjunt que integra la casa. Té una alçada de quatre pisos i una superfície de 5X6 m. Presenta molt poques obertures, cosa que evidencia el seu caràcter defensiu que tindria originàriament.
La resta de la casa és molt nova i presenta una construcció molt unitària i homogènia. Es troba orientada cap a migdia i està coberta amb una teulada a doble vessant. Tant la porta com les finestres tenen arcs de descàrrega per tal de repartir el pes. El portal té una forma allargada i acaba amb un arc escarser. Les obertures són nombroses i estan totes obrades en totxo.
Una petita cornisa separa la planta baixa del primer pis.
Els carreus són molt irregulars i no estan disposats en filades.

## Història
El llinatge Montcabrer va estar vinculat als enfrontaments feudals del castell d'Oló. Un component d'aquesta família apareix documentat el 1376 i la casa des del 1394.
L'edificació més antiga, la torre, es creu que és del segle xiv, mentre que la resta del mas és de factura molt nova. Sobre la porta principal hi ha una pedra que indica la data de 1913.